# Osman Chávez
Osman Danilo Chávez Güity (ur. 29 lipca 1984 w Santa Fé) – honduraski piłkarz występujący na pozycji obrońcy, reprezentant Hondurasu w latach 2008–2014.

## Kariera klubowa
Osman Chávez zaczynał karierę w klubie Platense FC z miasta Puerto Cortés. W 2004 roku zadebiutował w jego barwach w pierwszej lidze Hondurasu. Od czasu debiutu był podstawowym zawodnikiem zespołu. W 2007 roku został wypożyczony na rok do klubu FC Motagua.
28 lipca 2010 Chávez pojawił się na testach medycznych w Wiśle Kraków. 8 sierpnia krakowski klub poinformował, iż obrońca podpisał z Wisłą roczny kontrakt. W sezonie 2010/2011 Chávez zdobył mistrzostwo Polski z Wisłą. Po zakończeniu rozgrywek podpisał nową, pięcioletnią umowę z „Białą Gwiazdą”.

## Kariera reprezentacyjna
W reprezentacji Hondurasu Chávez zadebiutował 6 lutego 2008 w meczu z Paragwajem. Od tego czasu stał się jej podstawowym zawodnikiem i został powołany do 23-osobowej kadry na Mistrzostwa Świata 2010 w RPA. Na turnieju finałowym wystąpił we wszystkich trzech spotkaniach grupowych, jakie rozegrała reprezentacja Hondurasu. W 2014 roku otrzymał powołanie na Mistrzostwa Świata w Brazylii, na których zaliczył 1 mecz w fazie grupowej z Francją (0:3).

## Kariera polityczna
W 2017 roku został wybrany do Kongresu Narodowego.

## Statystyki
(stan na 17 grudnia 2013)
| Klub         | Sezon        | Liga          | Liga  | Liga   | Puchary krajowe | Puchary krajowe | Puchary kontynentalne | Puchary kontynentalne | Suma  | Suma   |
| Klub         | Sezon        | Liga          | Mecze | Bramki | Mecze           | Bramki          | Mecze                 | Bramki                | Mecze | Bramki |
| ------------ | ------------ | ------------- | ----- | ------ | --------------- | --------------- | --------------------- | --------------------- | ----- | ------ |
| Platense     | 2004-2005    | Liga Nacional | 20    | 0      | –               | –               | –                     | –                     | 20    | 0      |
| Platense     | 2005-2006    | Liga Nacional | 33    | 1      | –               | –               | –                     | –                     | 33    | 1      |
| Platense     | 2006-2007    | Liga Nacional | 19    | 1      | –               | –               | –                     | –                     | 19    | 1      |
| Motagua      | 2007-2008    | Liga Nacional | 34    | 0      | –               | –               | 10                    | 1                     | 44    | 1      |
| Platense     | 2008-2009    | Liga Nacional | 25    | 2      | –               | –               | –                     | –                     | 25    | 2      |
| Platense     | 2009-2010    | Liga Nacional | 16    | 1      | –               | –               | –                     | –                     | 16    | 1      |
| Wisła Kraków | 2010-2011    | Ekstraklasa   | 21    | 0      | 2               | 0               | –                     | –                     | 23    | 0      |
| Wisła Kraków | 2011-2012    | Ekstraklasa   | 19    | 0      | 2               | 0               | 12                    | 0                     | 33    | 0      |
| Wisła Kraków | 2012-2013    | Ekstraklasa   | 18    | 2      | 4               | 0               | –                     | –                     | 22    | 2      |
| Wisła Kraków | 2013-2014    | Ekstraklasa   | 4     | 0      | 0               | 0               | –                     | –                     | 4     | 0      |
| Suma         | Plantense    | Plantense     | 113   | 5      | –               | –               | –                     | –                     | 113   | 5      |
| Suma         | Wisła Kraków | Wisła Kraków  | 62    | 2      | 8               | 0               | 12                    | 0                     | 82    | 2      |

## Sukcesy
Honduras
- Copa Centroamericana: 2011

FC Motagua
- Copa Interclubes UNCAF: 2007

Wisła Kraków
- mistrzostwo Polski: 2010/11